# Gustav Aurich
Gustav Aurich – niemiecki pływak, uczestnik Letnich Igrzysk Olimpijskich 1908 w Londynie.
Podczas igrzysk olimpijskich w Londynie zajął 4. miejsce w konkurencji 100 metrów stylem grzbietowym. Jego rodak Arno Bieberstein zdobył złoty medal.
Należał do klubu Berliner Schwimmclub.